# Operation MERLIN
Die Operation MERLIN war ein Unternehmen der CIA im Jahre 2000, um durch veränderte Pläne eines elektrischen Gerätes für Sprengsätze das vermutete Programm zum Bau von Atomsprengkörpern in der Islamischen Republik Iran zu verzögern.

## Verlauf
Der Journalist James Risen der New York Times hat in seinem Buch State of War: The Secret History of the CIA and the Bush Administration im Jahre 2006 die Einzelheiten dieses Unternehmens beschrieben. Zur Realisierung der Übergabe der Pläne an Iran wurde ein russischer Atomphysiker ausgewählt, der einige Jahre vorher in die USA übergetreten war und von der CIA den Betrag von 5000 US-Dollar im Monat erhielt. In der Sowjetunion hatte er in einem Zentrum für Atomwaffen in Sarow gearbeitet, welches den Decknamen „Arsamas-16“ trug.
In San Francisco wurde er von Offizieren der CIA und Experten auf dem Gebiet der Nukleartechnologien in die Einzelheiten der Operation eingeführt. Man erklärte ihm, dass man durch diese Operation Einzelheiten des Atomprogramms der Iraner erfahren wollte. Die Iraner würden aber diese Technologie schon besitzen und mit dieser geplante Übergabe eines Bauplans sei keine ernste Absicht verbunden. Als nächsten Schritt zur Verwirklichung des Unternehmens wurde der russische Physiker beauftragt, Kontakte zu iranischen Wissenschaftlern herzustellen. Auf einer Konferenz konnte er einen Kontakt zu einem iranischen Professor aus Teheran knüpfen.
Nachdem dieser ihn fragte, was für Informationen er hätte, die für die Iraner nützlich sein könnten, erhielt er den Auftrag, in Wien eine offizielle iranische Vertretung aufzusuchen. Um eine vorzeitige Aufdeckung der Operation zu vermeiden, wurde die Operation mit dem Status special access programm gestartet. Damit war verbunden, dass der russische Physiker auf sich gestellt in Wien vorgehen sollte. Inzwischen waren ihm Zweifel gekommen, ob er die Pläne des Zündapparates TBA-480 in einem versiegelten Umschlag den Iranern übergeben sollte. Denn er hatte die CIA-Offiziere bei der ersten Einsichtnahme auf Fehler hingewiesen, die in dem Bauplan bestehen würden. Diese aber beruhigten ihn und erwähnten, es sei alles in bester Ordnung.
Vor der Übergabe entschloss sich der russische Physiker, dem Bauplan einen von ihm verfassten Brief beizulegen. In diesem Brief bot er an, beim Bau des Apparates behilflich zu sein, wenn es Probleme geben würde. Außerdem erwähnte er, dass er für seine Dienste entlohnt werden wollte. Bei der iranischen Mission in der Heinestraße 19 konnte er niemanden erreichen, so dass er den Umschlag in den Briefkasten steckte. Damit war nach Risen die Operation in ihrer Ausführung beendet.

### Jeffrey Sterling
Der ehemalige CIA-Mitarbeiter Jeffrey Sterling wurde als Informant des Journalisten Risen wegen der Weitergabe von Geheimmaterial zur Operation MERLIN angeklagt und zu dreieinhalb Jahren Gefängnis verurteilt. Sterling, ein Bekannter Risens, streitet die Tat ab.